# Hydroptila holzenthali
Hydroptila holzenthali är en nattsländeart som beskrevs av Sykora och Harris 1994. Hydroptila holzenthali ingår i släktet Hydroptila och familjen smånattsländor. Inga underarter finns listade i Catalogue of Life.